# Klassamarbete
Klassamarbete är en slags samhällsform som förespråkas inom bland annat korporativismen. Meningen är att klassamhället skall upprätthållas och att klasskamp skall motarbetas. Retorik om klassamarbete återfinns inom bland annat nazismen och fascismen.